# Gasjnja
Gasjnja (bulgariska: Гашня) är ett vattendrag i Bulgarien.   Det ligger i regionen Smoljan, i den sydvästra delen av landet, 130 km sydost om huvudstaden Sofia.
I omgivningarna runt Gasjnja växer i huvudsak blandskog. Runt Gasjnja är det ganska glesbefolkat, med 24 invånare per kvadratkilometer.